# Sergueï Sobianine
Sergueï Semionovitch Sobianine (en russe : Сергей Семёнович Собянин), né le 21 juin 1958 à Niaksimvol (Khantys-Mansis), est un homme politique russe, maire de Moscou depuis 2010.
Il a le grade civil de conseiller d'État effectif de la fédération de Russie de 1re classe.

## Biographie
Son arrière-grand-père, Alexandre Oulanov, est né dans le village de Kichigino, dans la région de Tcheliabinsk. Son grand-père, Nikolaï Oulanov, a combattu pendant la guerre russo-japonaise, la Première Guerre mondiale et la guerre civile, et a été fait chevalier de la Croix de Saint-Georges.,, Il commandait un peloton sous les ordres de Boudionny. Après la guerre, il retourna dans son village natal. Au milieu des années 1930, il fut dépossédé et envoyé en exil à Nyaksimvol..
Le grand-père paternel de Sobianine, Fiodor Sobianine, était un vieux-croyant et a vécu plus de 100 ans.. Pendant la Grande Guerre patriotique, quatre fils de Fiodor Sobianine furent appelés au front : Ivan, Filipp, Guérasim et Piotr. Les frères aînés, Ivan et Filipp, revinrent vivants du front. Guérasim et Piotr moururent au combat. En raison de son jeune âge, seul son frère cadet, Semion, père du futur maire de Moscou, ne fut pas appelé sous les drapeaux..
Père – Semyon Fedorovitch est né à Niaksimvol (Khanty-Mansiisk) et n'a pas terminé ses études secondaires. Dès le début des années 1950, il était président du conseil du village de Niaksimvol, district de Berezovsky, district national de Khanty-Mansiisk. En 1967, la famille Sobianine s'installe à Berezovo, chef-lieu du district, où le père devient directeur d'une beurrerie. À la fin des années 1990, il vit à Tioumen.
Selon les données officielles, la mère est une cosaque de l'Oural.. Sa mère, Antonina Nikolaïevna, a travaillé la majeure partie de sa vie avec son mari. Elle était comptable au conseil du village de Niaksimvol et, à partir de 1967, économiste à la beurrerie de Berezovo. Elle a donné naissance à trois enfants : ses filles aînées, Natalia et Lyudmila, et son cadet, Sergei..
Né le 21 juin 1958 dans le village de Niaksimvol, district de Berezovsky, district national de Khanty-Mansiïsk. En 1967, il déménage avec sa famille à Berezovo, chef-lieu du district. En 1975, il est diplômé du lycée de Berezovskaya. Après ses études, il s'installe à Kostroma, où vit sa sœur Lyudmila. À Kostroma, il intègre le département de mécanique de l'Institut technologique de Kostroma, où il obtient son diplôme avec mention en 1980, avec un diplôme en technologies du génie mécanique, machines et outils de coupe des métaux.,,.
En 1989, il a reçu une deuxième formation en droit, obtenant son diplôme de la branche d'Oulianovsk de l'Institut de droit par correspondance de toute l'Union.

### Mémoire et accusations de plagiat
Candidat en droit (1999, sujet de thèse : « Statut juridique des districts autonomes en tant que sujets de la Fédération de Russie »).
Le 23 mai 2007, l'Institut de législation et de droit comparé du gouvernement de la Fédération de Russie devait organiser la soutenance de la thèse de doctorat de Sobianine, spécialité 12.00.02 (sciences juridiques : droit constitutionnel, droit municipal), portant sur la monographie publiée peu auparavant : « Le sujet de la Fédération de Russie dans le développement économique et social de l'État (compétences des organes gouvernementaux et modalités de sa mise en œuvre) ». Les docteurs en droit Vsevolod Vasiliev, Nadejda Mikhaleva et Veniamin Chirkin ont été désignés comme adversaires officiels. L'annonce de la soutenance et le résumé de la thèse, dans lequel le concept d'État unitaire était développé, ont attiré l'attention des médias.,,, Cependant, pour une raison inconnue, la soutenance n'eut jamais lieu. Une analyse de la communauté Dissernet de la thèse de doctorat de Sobianine de 1999 et de sa monographie de 2007 a montré que cette dernière contenait d'importants emprunts aux travaux d'Alexandre Tchertkov, chercheur principal à l'Institut de droit et de protection sociale, alors candidat en sciences juridiques.,,.

### Travail dans les organismes du gouvernement fédéral (2005-2010)
En novembre 2005, Sobianine a été nommé chef de l'administration présidentielle de la Fédération de Russie en remplacement de Dmitri Medvedev, promu au poste de vice-Premier ministre..
Depuis le 18 février 2006 - Membre de la Commission de coopération militaro-technique de la Fédération de Russie avec les États étrangers.
Du 25 mai 2006 à 2007 - Président du conseil d'administration de TVEL OJSC.
Le 17 décembre 2007, le congrès de Russie unie a désigné Dmitri Medvedev comme candidat à la présidence ; le 21 janvier, il a été officiellement enregistré par la Commission électorale centrale et, à partir de ce jour, le quartier général de campagne du candidat a été dirigé par Sergueï Sobianine..
Après la victoire de Dmitri Medvedev aux élections (70,28 % des voix), Vladimir Poutine a été nommé Premier ministre de la Fédération de Russie pour la deuxième fois. Sergueï Sobianine l'a rejoint au gouvernement en tant que vice-Premier ministre. Du 12 mai 2008 au 21 octobre 2010, il a été vice-président du gouvernement et chef du cabinet du gouvernement..
Au sein du gouvernement, il a supervisé le programme « Société de l'information » et la dématérialisation de tous les services gouvernementaux. Par ailleurs, Sobianine a présidé la commission gouvernementale pour le recensement de la population de 2010 et a été vice-président de la commission présidentielle pour la modernisation et le développement technologique de la Russie. Il a également supervisé la mise en œuvre du programme de développement socio-économique de la Russie jusqu'en 2020 et assuré la coordination entre le gouvernement et l'administration présidentielle.
En 2009-2011, Sergueï Sobianine était président du conseil d'administration de Channel One.Durant son mandat de maire, les autorités moscovites ont activement racheté des médias et créé Moscow Media, un réseau de chaînes de télévision, de stations de radio et de journaux appartenant au gouvernement moscovite.
Depuis le 11 janvier 2010, il est membre de la commission gouvernementale pour le développement économique et l'intégration.. Depuis 2010 - Membre du Conseil d'administration de la Fondation Skolkovo.

### Maire de Moscou
Le 28 septembre 2010, le président russe Dmitri Medvedev a limogé le maire de Moscou, Iouri Loujkov, « en raison de la perte de confiance du président de la Fédération de Russie ».Le 9 octobre, Sobianine a été inclus dans la liste des quatre candidats au poste de maire de Moscou proposée au président par Russie unie (les autres candidats étaient Lyudmila Shvetsova, Igor Levitin, Valery Shantsev).. Le 5 octobre, Medvedev a présenté la candidature de Sobianine à la Douma de Moscou. Le 21 octobre, les députés de la Douma ont voté à bulletin secret (32 parlementaires ont voté « pour », 2 « contre ») pour approuver Sobianine comme maire pour les cinq prochaines années. Le même jour, le président l’a démis de ses fonctions de vice-Premier ministre et de chef de cabinet du gouvernement..
Le 7 novembre 2010, Dmitri Medvedev a intégré Sobianine au Conseil de sécurité de la Fédération de Russie, tout en l'excluant des membres permanents du Conseil. Sobianine est devenu le premier maire de Moscou à siéger au Conseil de sécurité.. Le 23 novembre, il a été élu au Bureau du Conseil suprême du parti Russie unie.
Sous Sobianine, suite à une décision du président russe Medvedev, le territoire de Moscou a été considérablement étendu par l'annexion d'une partie du sud-ouest de la région de Moscou. Depuis le 1er juillet 2012, la superficie de Moscou a été multipliée par 2,4 et sa population a augmenté de 250 000 habitants..
Du 22 février au 3 octobre 2013 - Membre du Présidium du Conseil d'État de la Fédération de Russie,.
Le 5 juin 2013, le président russe Vladimir Poutine a signé un décret sur la démission de Sobianine à sa propre demande et sa nomination comme maire par intérim jusqu'aux élections anticipées du 8 septembre 2013.. Sergueï Sobianine a choisi de se présenter aux élections anticipées non pas en tant que membre du parti Russie unie, mais en tant que candidat indépendant, ce qui signifiait qu'il devait non seulement surmonter le filtre municipal (110 signatures de députés municipaux), mais aussi recueillir les signatures de 70 000 électeurs.. Le 8 septembre 2013, il a été élu maire, avec 51,37 % des voix et un taux de participation de 32,03 % (soit un total de 1 193 178 voix). La cérémonie d'investiture de Sobianine a eu lieu le 12 septembre.
En octobre 2017, Sergueï Sobianine a annoncé son intention de participer aux élections municipales de Moscou en septembre 2018.. Le 14 avril 2018, à la veille du début de la campagne pour la mairie, le président russe Vladimir Poutine a noté lors d'une réunion avec Sobianine que l'équipe du maire « travaille généralement de manière professionnelle », mais que Moscou a toujours des « problèmes chroniques » — embouteillages et migrations,.
Le 9 septembre 2018, Sergueï Sobianine a été réélu pour un troisième mandat, recueillant 70,17 % des voix et un taux de participation de 30,89 % (soit un total de 1 582 355 voix). La cérémonie d'investiture du maire a eu lieu le 18 septembre 2018.,.

Le 11 septembre 2023, il est réélu maire, obtenant 76,39 % soit 2 499 114 voix.. Le 18 septembre 2023, il a prêté serment et a officiellement pris ses fonctions de maire de Moscou.,.

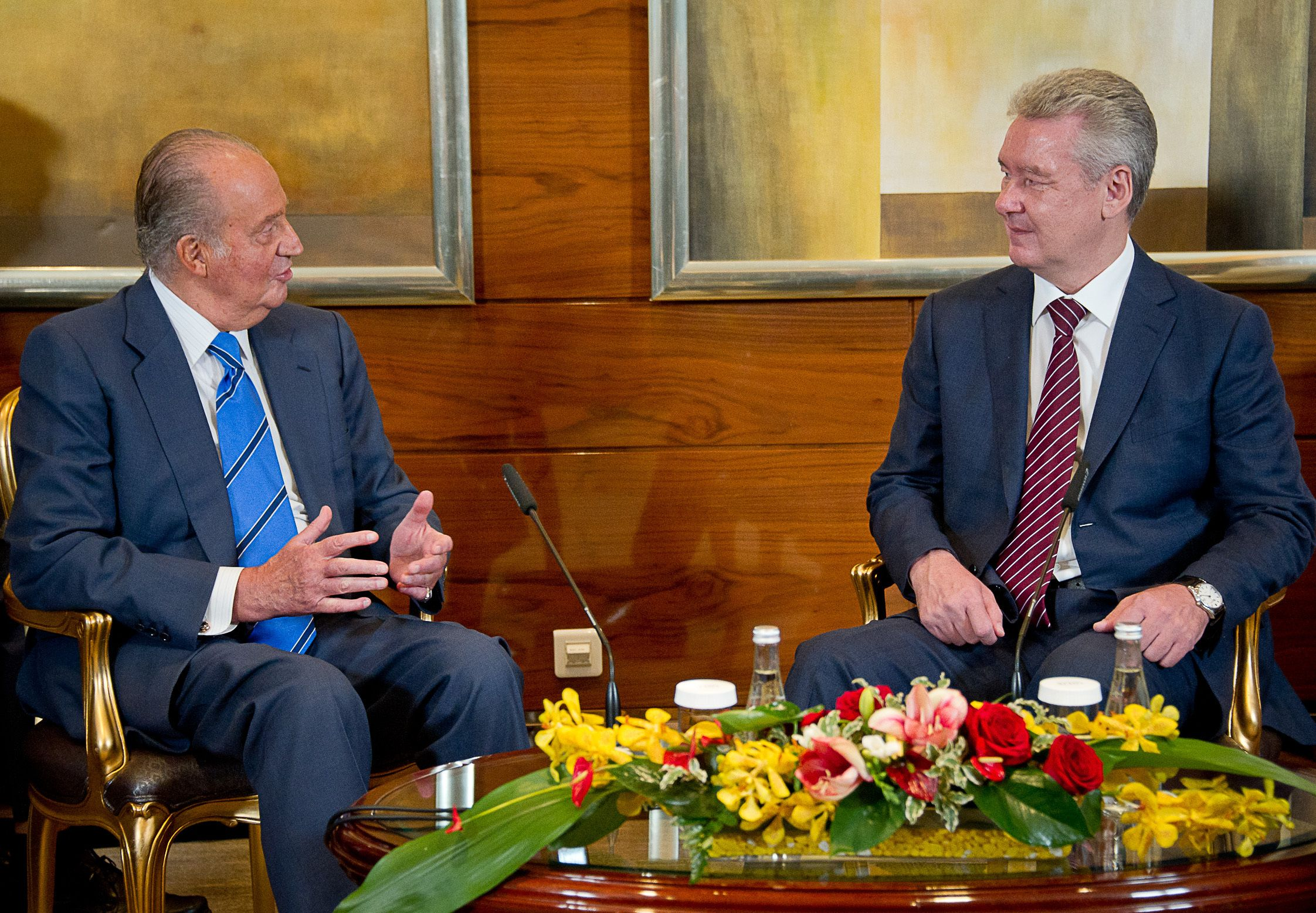
Sergueï Sobianine et Juan Carlos I.
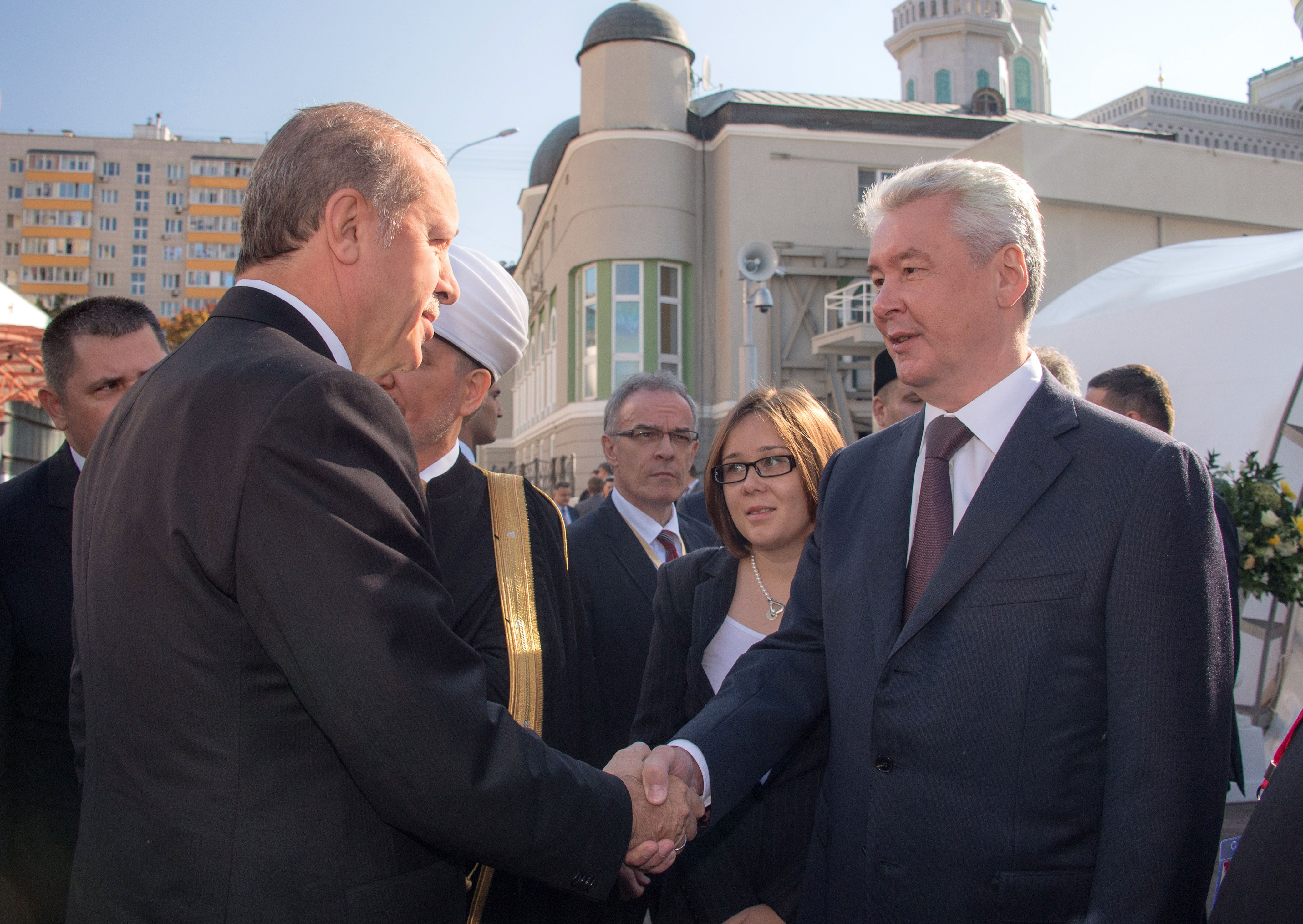
Sergueï Sobianine et Recep Tayyip Erdogan.
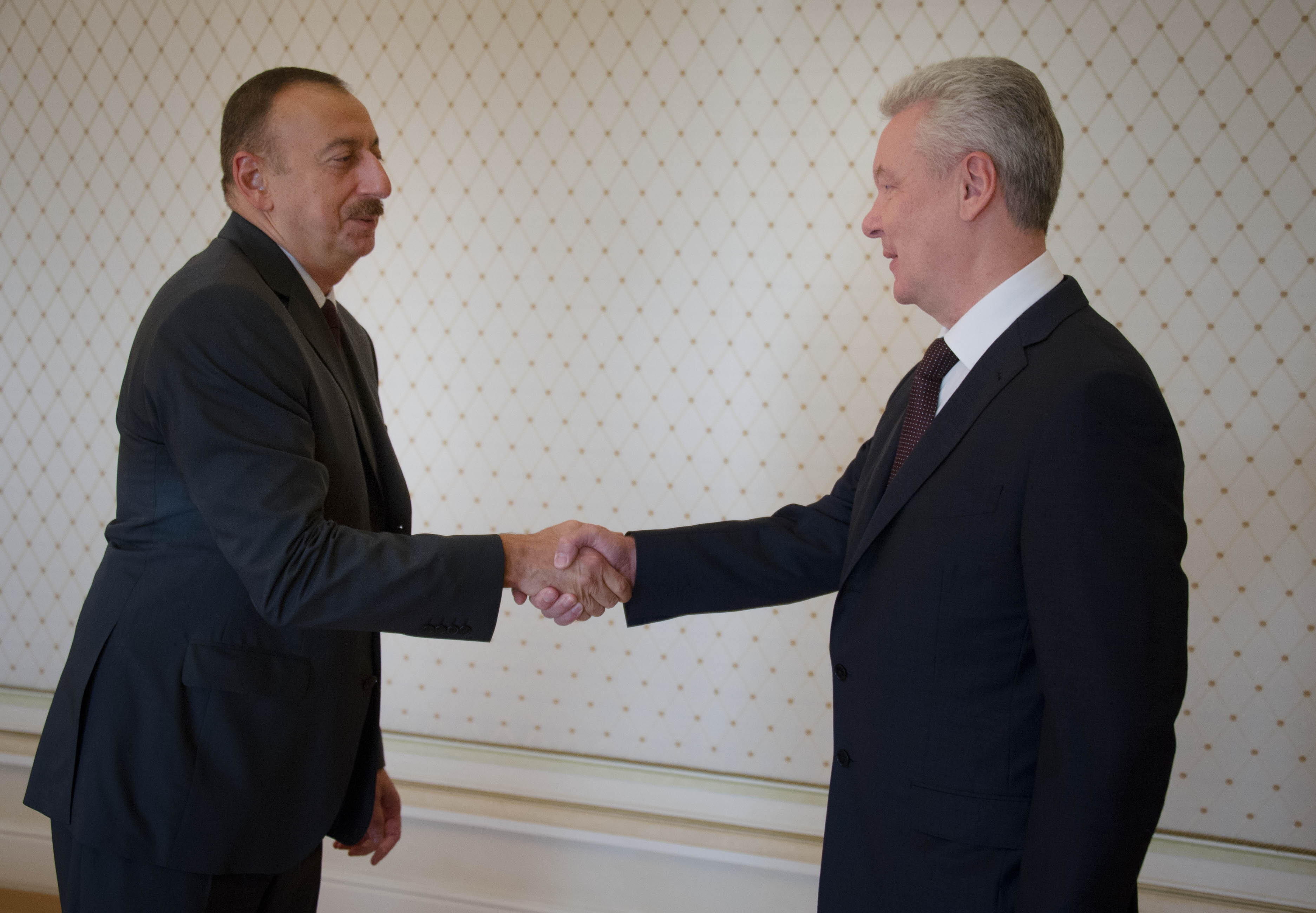
Sergueï Sobianine et Ilham Aliyev.
- Discours lors de la cérémonie d'investiture du maire de Moscou, Sergueï Sobianine Octobre 2010
- Investiture de Sergueï Sobianine comme maire de Moscou Septembre 2018

Depuis le 21 décembre 2020 - Membre du Présidium du Conseil d'État de la Fédération de Russie.

### Politique des transports, transports publics et construction routière
Immédiatement après sa nomination, Sobianine a décrit la crise du système de transport comme « le déséquilibre le plus visible dans le développement de Moscou ».. La motorisation incontrôlée a conduit au fait qu'en 2011, 4 millions de voitures étaient immatriculées à Moscou., En 2013, la ville était classée première au monde pour la longueur des embouteillages, et lors de fortes chutes de neige, la circulation s'arrête.
Selon la mairie et les experts, la stratégie la plus efficace pour résoudre les problèmes est de réduire de 500 000 le nombre de voitures dans les rues de la ville. Pour y parvenir, il était prévu d’augmenter le prix de possession des voitures et, en même temps, d’élargir l’offre de transports publics ainsi que de renouveler le parc automobile..
Sergueï Sobianine a prôné l'introduction d'un stationnement payant dans le centre de Moscou. La première zone de stationnement payant a été inaugurée en novembre 2013 et, en décembre 2014, elle s'est étendue jusqu'aux limites du troisième périphérique et a également été déployée dans 25 rues périphériques.. Suite à l'extension de la zone de stationnement payant en décembre 2016, celle-ci couvre désormais plus de 1 200 rues et 47 quartiers de la ville.. L'introduction et l'extension de la zone de stationnement payant ont provoqué à plusieurs reprises des protestations parmi les habitants de la ville : à l'automne 2015, 12 rassemblements de protestation ont eu lieu et en décembre 2016, une manifestation contre la politique de stationnement a eu lieu sur la place Pouchkine..Selon les analystes de Yandex, l'extension de la zone de stationnement payant jusqu'aux limites du troisième anneau de transport a accéléré la circulation des voitures de 7 à 10 % entre le Garden Ring et le troisième anneau de transport..
Selon le fabricant du navigateur TomTom, En 2015, Moscou est passée à la cinquième place mondiale en termes de longueur d'embouteillages, et l'indice de congestion du trafic à Moscou est tombé à 44 % (en 2012, elle était respectivement première et 57 %).,. En 2017, Moscou a été exclue du top 10 des villes les plus encombrées selon le classement TomTom. Le temps perdu à cause des embouteillages a diminué à 43 minutes par jour en 2016, contre 57 minutes par jour en 2012. Parallèlement, la vitesse moyenne de circulation est passée de 45 km/h en 2010 à 51 km/h en 2016.,.

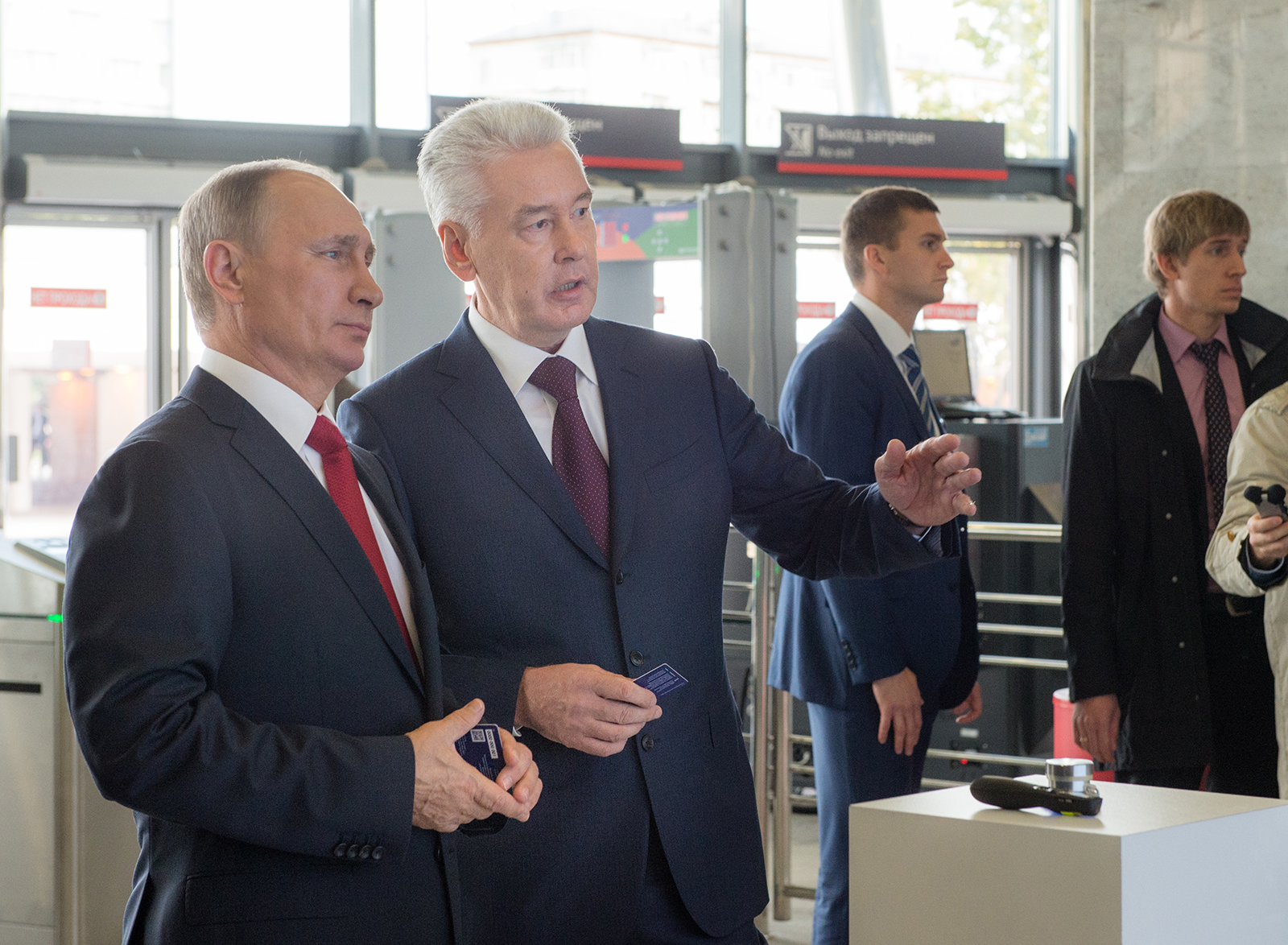
Sergueï Sobianine et Vladimir Poutine lors de l'ouverture du trafic passagers sur le rond-point central de Moscou, le 10 septembre 2016

En 2011, Sergueï Sobianine a signé un contrat d'achat de plus de 2 100 bus 5292.21 et 5292.22 pour la période 2011-2012. Depuis 2011, il met en œuvre un programme de mise en service de lignes de bus à grande vitesse en site propre pour les transports urbains. En 2012, il a annoncé son intention de construire 70 nouvelles stations de métro à Moscou.. Le programme adopté pour le développement du métro de Moscou jusqu'en 2020, d'un coût d'environ 1 000 milliards de roubles, prévoit la construction de 76 stations et de plus de 150 km de lignes.. Plusieurs nouvelles stations – Joulebino, Novokosino, Kotelniki et Roumiantsevo – sont situées en dehors du périphérique de Moscou. Le programme comprend l'extension des lignes existantes et la construction de nouvelles, dont une grande ligne périphérique (troisième circuit de correspondance).
L'accession de Sergueï Sobianine au poste de maire de Moscou a également été marquée par la destitution de Dmitri Gaev, qui dirigeait l'Entreprise unitaire d'État du métro de Moscou de 1995 à 2011.et la nomination d'Ivan Besedin à ce poste,Il a également été licencié après l'accident ferroviaire survenu sur la ligne Arbatsko-Pokrovskaya. Besedin a lui-même déclaré avoir quitté son poste de son plein gré.. Selon Vitaly Efimov, ancien chef du ministère des Transports et vice-président de la Douma d'État, la démission était prématurée..
Le 10 septembre 2016, en présence de Sergueï Sobianine et de Vladimir Poutine, le Cercle Central de Moscou (MCC) a ouvert ses portes aux trains électriques, qui comptent 31 arrêts avec correspondances vers 10 lignes de métro et 9 lignes ferroviaires radiales. Le réseau de trains électriques urbains, Le MCC est intégré au métro de Moscou en termes de tarifs et de correspondances, ce qui crée un espace unique avec le métro,. En mai 2017, plus de 62 millions de passagers avaient utilisé le MCC.
En octobre 2016, le programme Magistral a été lancé dans les quartiers centraux de la ville. Il vise à optimiser le réseau de transports en commun et à réorganiser les lignes principales, interquartierales et sociales. La politique de fermeture des lignes de trolleybus, en vigueur depuis 2014, a été critiquée par les experts et les habitants. Dans le cadre des travaux d'amélioration de « Ma Rue », le réseau de contact a été supprimé et les lignes elles-mêmes raccourcies.. Avec le lancement de Magistral, un certain nombre d'autres lignes de trolleybus ont été remplacées par des bus. Les médias ont rapporté des plans visant à réduire davantage le trafic de trolleybus jusqu'en 2020. En janvier 2017, un rassemblement pour la préservation du réseau de trolleybus a eu lieu sur la place Souvorovskaïa, auquel ont participé environ 900 personnes..
Selon les données officielles, en 2016, 600 millions (12 %) de passagers supplémentaires ont utilisé les transports publics par rapport à 2010 ; le flux de passagers des citoyens économiquement actifs a augmenté de 63 % par rapport à 2010.. Dans le même temps, le Département des Transports de Moscou a déclaré que les transports terrestres étaient devenus plus efficaces en matière de respect des horaires (94 % de précision en 2015 contre 76 % en 2010)..
Avec l'arrivée de Sobianine, les travaux de réfection des routes de la capitale se sont intensifiés. En 2011, le maire a annoncé la nécessité de refaire entièrement le revêtement des routes tous les trois ans, les entrepreneurs offrant à la ville une garantie de trois ans à leurs frais, conformément aux termes du contrat. Le premier cycle de réparation triennal utilisant de nouveaux mélanges d'asphalte et de bitume a été réalisé entre 2011 et 2013 (auparavant, la surface était réparée tous les sept ans et demi).. Entre 2011 et 2015, 400 km de nouvelles routes ont été construites à Moscou. Français En particulier, la reconstruction des autoroutes de Varsovie, Kashirskoïe, Mojaïskoïe, Léningradskoïe, Iaroslavskoïe, de la perspective Balaklavski et de plusieurs échangeurs sur le périphérique de Moscou a été réalisée. En décembre 2015, la construction du tunnel Alabiano-Baltique, qui a duré dix ans, a été achevée. Entre 2010 et 2015, les autorités ont achevé la construction ou la reconstruction de 12 échangeurs du périphérique de Moscou avec des autoroutes de sortie. Dans le même temps, Sobianine a abandonné le projet de construction du quatrième anneau de transport, lancé sous Loujkov. À la place, le gouvernement de Moscou a commencé la construction de deux lignes de corde qui relieront les autoroutes de sortie dans la partie centrale de la ville et auront un accès direct au périphérique de Moscou. La corde nord-est reliera la route de secours de Léningradskoïe à l'échangeur Veshnyaki-Lyubertsy. L'axe Nord-Ouest – de Dmitrovskoïe à Skolkovskoye. Ces autoroutes devraient réduire la charge de trafic sur le périphérique de Moscou, le troisième périphérique, les autoroutes de sortie et le centre de Moscou..

### Politique de développement urbain
Après l'élection de Sobianine à la mairie en 2011, le programme de « Politique de développement urbain » a été élaboré et approuvé par la municipalité de Moscou, avec pour objectif de « créer un environnement urbain propice à la vie ». Un programme d'investissement ciblé (PIC) sur quatre ans et un programme triennal de construction d'équipements hors budget sont élaborés chaque année..
La politique d'urbanisme de la mairie de Sergueï Sobianine a débuté par des mesures visant à préserver le développement historique de Moscou. Cependant, il a ensuite été accusé à plusieurs reprises de faire pression sur les intérêts du complexe immobilier de la ville. Le vaste débat public et les plaintes contre la mairie sont dus au programme de rénovation à grande échelle lancé en 2017, visant à reloger durablement les quartiers d'habitat préfabriqué délabré pendant des décennies.,.
S'exprimant en octobre 2015 sur les travaux de protection urbaine, Sobianine a déclaré que « Moscou est devenue ces dernières années le leader incontesté de la restauration de monuments architecturaux », qualifiant la préservation du patrimoine culturel d'une priorité de la mairie. Selon lui, 600 objets ont été restaurés, 4 000 façades de bâtiments historiques ont été restaurées et 189 bâtiments initialement voués à la démolition ont été préservés.,. En particulier, la procédure de reconnaissance des bâtiments historiques comme monuments architecturaux et culturels a été simplifiée.. Dans le même temps, les experts en architecture constatent que la restauration de nombreux bâtiments se termine par la création d’un « nouveau bâtiment »..
Parallèlement, sous Sobianine, la pratique de destruction de bâtiments historiques au profit de nouvelles constructions s'est poursuivie, ce qui a valu de vives critiques à l'ancien maire de Moscou, Iouri Loujkov. En 2013, le coordinateur du mouvement « Archnadzor », Roustam Rakhmatoulline, a constaté qu'avec l'arrivée de l'équipe de Sobianine, l'attitude envers la préservation des monuments n'avait changé qu'au niveau déclaratif : « Sous Sobianine, tout continue, mais à un rythme plus lent et de manière quelque peu paradoxale, puisque les déclarations ont changé.» Rakhmatoulline a attribué une certaine baisse de l'activité de construction dans le centre de Moscou à la « demande publique à long terme » ainsi qu'aux sorties de fonds liées à la crise. Parallèlement, il a critiqué la nomination du principal promoteur, propriétaire de l'entreprise de construction « Barkli », Leonid Kazinets, connu pour avoir proposé la démolition de 70 % de la vieille ville, comme conseiller public de Sobianine. et a tenu la mairie responsable de la perte, entre autres, de sites historiques tels que le domaine Shakhovsky-Glebov-Streshnev, la maison Volkonsky, le Monde des enfants sur la place Loubianka, la mosquée cathédrale et les bâtiments du complexe hospitalier Novo-Ekaterininskaya,. La pratique de démolir des objets de valeur de l'environnement urbain pour de nouvelles constructions s'est poursuivie au cours des années suivantes : par exemple, en 2016, le central téléphonique automatique constructiviste de Taganskaya a été démoli., en mai 2017 - la maison de Neklyudova à Malaya Bronnaya.
Depuis octobre 2010, sur ordre de Sobianine, le nombre de commerces de rue a été réduit. Le Comité d'architecture de Moscou a approuvé des plans types pour les kiosques, et le nombre de points de vente est passé de 14 000 à 9 900. Début 2015, on comptait environ 7 000 kiosques à Moscou, dont environ 2 000 kiosques à journaux et à billets. Au printemps 2015, la ville a remplacé 205 pavillons privés par de nouveaux pavillons lui appartenant. La mairie les a loués à des entrepreneurs et prévoit de remplacer les 4 811 kiosques privés restants par des pavillons publics d'ici mi-2017.. En décembre 2015, les autorités moscovites ont décidé de démolir 104 pavillons commerciaux situés à proximité des stations de métro. Un litige juridique a permis à la ville de reconnaître comme illégales des constructions sur les voies de communication urbaines, dont les droits de propriété avaient été préalablement enregistrés. La démolition de ces bâtiments, dans la nuit du 9 février 2016, a suscité un large tollé général.,. Dans la nuit du 29 août, la « deuxième étape » de démolition de 107 autres objets a commencé..

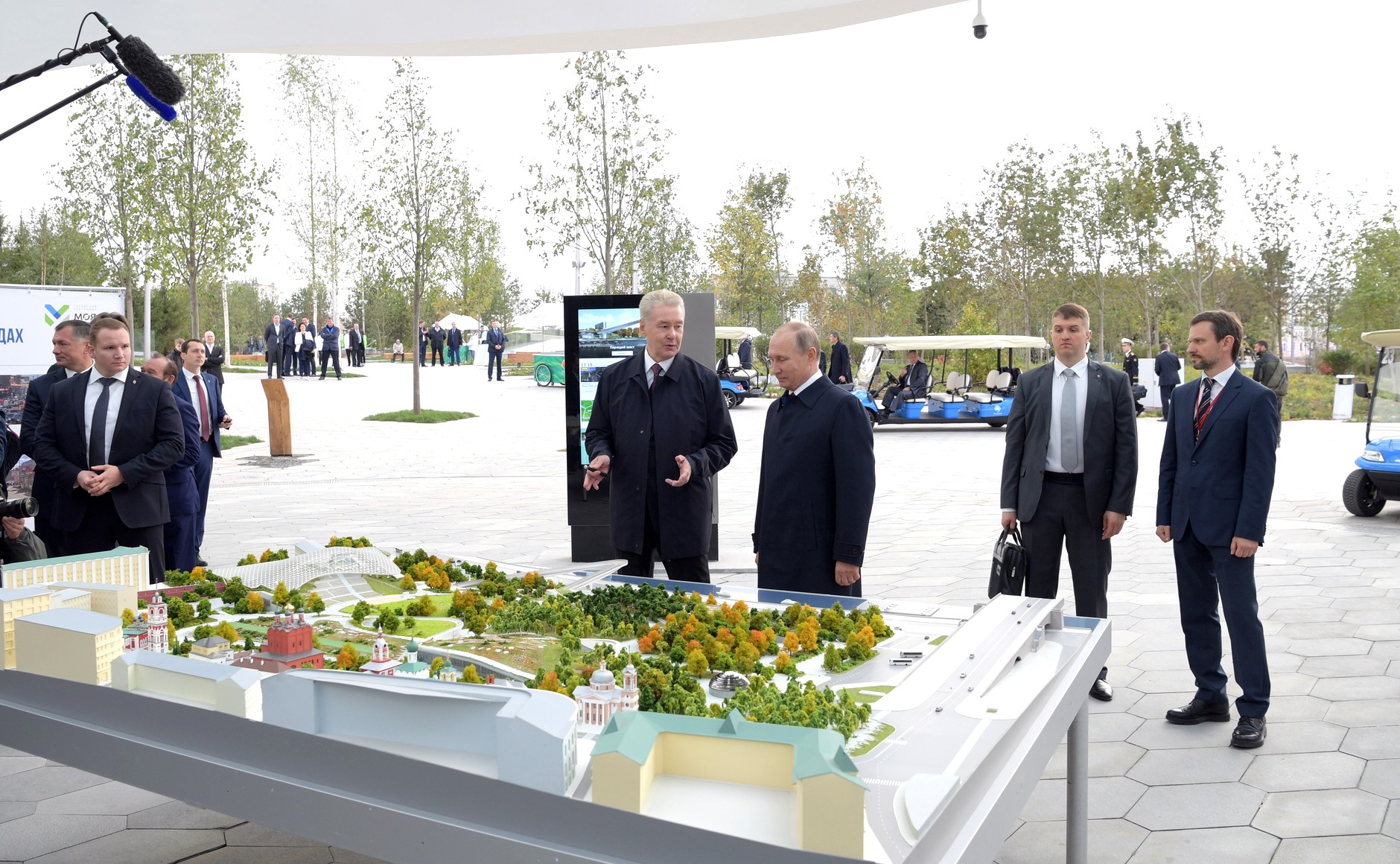
Lors d'une visite au nouveau parc Zariadié, en compagnie du maire de Moscou, Sergueï Sobianine.

En 2011, dans le cadre du programme d'amélioration de la ville, un projet d'envergure a été lancé pour remplacer les revêtements en béton bitumineux des trottoirs par des dalles, à l'instar des villes des pays développés d'Occident, d'Extrême-Orient et de Chine. Il était prévu d'allouer 4 milliards de roubles à ces travaux pour la seule année 2011 et de remplacer 1,1 million de m² de revêtements bitumineux., Cependant, l'ampleur des travaux s'est avérée plus modeste : 2,5 milliards de roubles ont été dépensés à cet effet en 2011-2012. On partait du principe que les dalles rendraient les trottoirs plus esthétiques et plus durables, et que les réparations de routine seraient plus rentables.. Cette initiative a suscité des critiques de la part de certains membres de la Commission du budget et des finances de la Douma de Moscou et d'habitants de la ville. Les objections des députés du Parti communiste ont indiqué qu'il s'agissait là d'une nécessité loin d'être prioritaire et que les milliards budgétaires pourraient être utilisés de manière plus rentable.. La qualité des carreaux eux-mêmes et la propreté du travail de pose ont été critiquées : l'organisation du Front de gauche a organisé un piquet de grève devant la mairie et la préfecture du District central a refusé d'accepter les travaux dans certaines rues.. En 2015, dans le cadre du nouveau programme « Ma Rue », qui consiste à reconstruire les rues selon les normes modernes, les dalles de béton sur les trottoirs ont commencé à être remplacées par des dalles de granit..
En 2014, après l'appel de Sergueï Sobianine à Igor Chouvalov, Le complexe d'exposition VDNKh est devenu la propriété de Moscou et Sobianine est devenu le chef du siège pour la restauration du VDNKh, Il a été rapporté précédemment que VDNKh a été transféré à la ville à la demande de certains investisseurs privés, avec le soutien du gouvernement.. Il avait été rapporté précédemment que VDNKh avait été transféré à la ville à la demande d'investisseurs privés, avec le soutien du gouvernement. « Un nouveau maire est arrivé, mon ami Sergueï Semionovitch Sobianine. Et le gouvernement a décidé de transférer la participation fédérale dans JSC VVC au gouvernement de Moscou », n'a pas caché le vice-Premier ministre Chouvalov, soulignant l'état déplorable de l'exposition. La même année, sur proposition de Sobianine, VVC a retrouvé son ancien nom, VDNKh. Une décision a été prise de financer la reconstruction de VDNKh, et dès lors, des travaux de reconstruction intensifs ont commencé. En 2015, la plus grande patinoire d'Europe, conçue pour 5 000 personnes, a ouvert ses portes et, en mars 2016, Sobianine a inauguré le haut-relief de Voutchetitch « Au porte-étendard de la paix, gloire au peuple soviétique ! » dans le pavillon principal de VDNKh. En 2015, l'amélioration du territoire autour du couvent Novodievitchi et sur le quai Frunzenskaya a été achevée..
Dans le même temps, des projets individuels, comme l'aménagement paysager de la rue Tverskaya pour 300 millions de roubles, sont devenus l'objet de critiques : le cofondateur de la Fondation des projets urbains, Ilya Varlamov, a noté le faible développement architectural de la solution.,et l'homme politique Alexeï Navalny, lors de la campagne électorale de Moscou en 2013, ont directement accusé la mairie de dépenses inefficaces de fonds et de systèmes de corruption.. En janvier 2017, Alexeï Navalny, dans une publication sur l'achat de décorations pour les rues de Moscou, a accusé Sobianine et la mairie de Moscou d'avoir multiplié par cinq les coûts d'achat des décorations du Nouvel An pour les rues de la ville.. Quelques jours plus tard, Sobianine a proposé de supprimer les données sur les marchés publics de Moscou du portail fédéral des marchés publics, ce qui a été critiqué par les avocats de la Fondation anti-corruption..
En décembre 2015, le critique d'architecture Grigori Revzine notait que sous Sobianine, Moscou avait pour la première fois développé une « politique d'urbanisme cohérente », soulignant notamment l'annulation des contrats d'investissement portant sur 24 millions de mètres carrés, hérités de la précédente mairie. La nouveauté de cette politique réside également dans le fait qu'outre les investissements tant attendus dans les transports et la reconstruction des infrastructures, la municipalité sous Sobianine s'est intéressée aux espaces publics. Selon Revzine, sur le plan symbolique, « l'automobile a été réprimée, le piéton est devenu le principal », ce qui s'est traduit concrètement notamment par le réaménagement du Parc de la Culture et des Loisirs de Krymsky Val, les nouvelles berges de la Moskova et la reconstruction des rues du centre-ville, où la chaussée a été rétrécie et des trottoirs en granit ont fait leur apparition..
Français Dans le même temps, en février 2016, Grigori Revzine a décrit la démolition massive de pavillons commerciaux près du métro de Moscou comme la fin de « l'urbanisme de Sobianine » — une politique de développement urbain depuis 2010 qui combinait les idées de modernisation et le rejet de l'économie souterraine, selon lui, de l'époque de Iouri Loujkov : « Dans une certaine mesure, cela rappelle l'existence des villes de l'Europe féodale — "l'air de Moscou a été rendu libre". La formule était la suivante : au lieu de devenir citoyens européens, on vous propose de devenir des citadins européens. » Cependant, en 2016, il n'y avait pas assez d'argent pour une modernisation pacifique d'en haut, « alors que tout le monde était indemnisé pour tout, tout le monde était négocié », ce qui a contraint les autorités moscovites à recourir à une « campagne d'intimidation » sous la forme d'une démolition nocturne de pavillons..

### Politique sociale

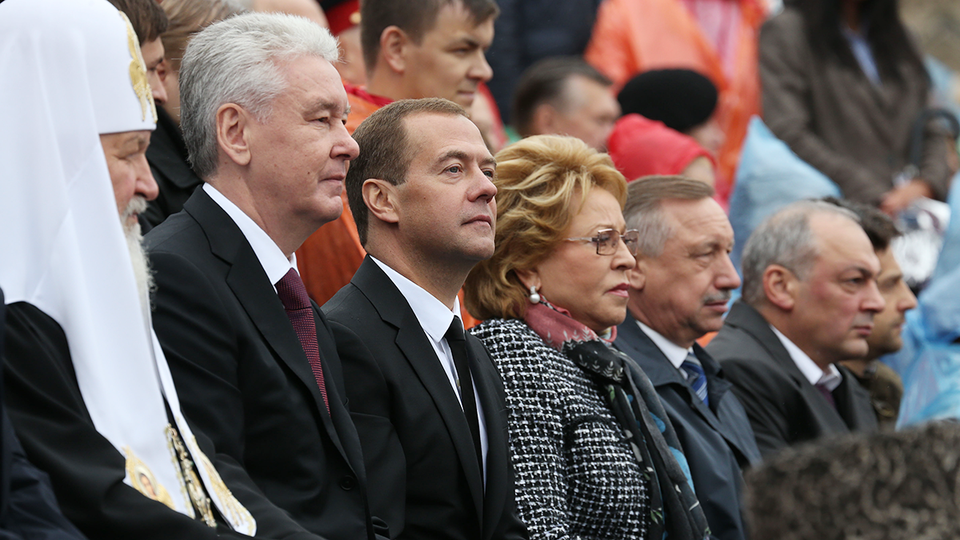
Dmitri Medvedev avec le patriarche de Moscou et de toute la Russie Kirill, le maire de Moscou Sergueï Sobianine et la présidente du Conseil de la Fédération Valentina Matvienko lors de la célébration solennelle de la Journée de la ville sur la Place Rouge

En mai 2013, Sergueï Sobianine déclarait dans une interview à Moskovskiye Novosti qu'il existait un risque de formation de quartiers monoethniques à Moscou, qui se transformeraient en « ghetto » et seraient une source d'instabilité sociale. L'affirmation selon laquelle « les personnes qui ne parlent pas bien le russe, qui ont une culture complètement différente, feraient mieux de vivre dans leur propre pays » a suscité un large débat public.,,.
En août 2015, Sobianine a ordonné un contrôle plus strict des migrants illégaux, dont le nombre pourrait encore atteindre 2 millions à Moscou (le Service fédéral des migrations (FMS) a fait état d'un million de travailleurs étrangers à Moscou). Le FMS russe estime que 35 % du flux migratoire provient de Moscou et de sa région. Auparavant, un centre de délivrance de brevets avait été ouvert à Sakharovo, village de la région de Moscou, afin de régulariser les travailleurs migrants ; les autorités moscovites espéraient que grâce à ce centre, le budget de la ville percevrait jusqu'à 12 milliards de dollars de taxes supplémentaires. Sobianine a conseillé au Service fédéral des migrations (FMS) et à la police de « nettoyer activement » la ville des clandestins n'ayant pas obtenu de permis de travail..
En 2013, le gouvernement de Moscou a lancé une réforme du système de santé de la ville, qui a entraîné la liquidation de 15 hôpitaux et de plusieurs autres institutions médicales, ainsi qu'un licenciement massif de médecins, d'infirmières et d'autres travailleurs médicaux.. La réforme a provoqué un large tollé public et a également été critiquée par le président russe Vladimir Poutine..
Le 1er avril 2015, une loi a été adoptée augmentant le salaire minimum à 16 500 roubles..
Dans le même temps, la croissance des loyers (stationnement payant, augmentation de la taxe foncière), selon les experts, pourrait indiquer la volonté des autorités moscovites de lancer un processus de gentrification, qui forcera les entreprises à faible marge et les personnes à faibles revenus à quitter le centre-ville..

### Politique environnementale
En septembre 2014, Sobianine a fermé l'usine d'incinération des déchets Ecolog dans la région de Nekrasovka, en juin 2015, il a interdit la construction d'une usine d'incinération de déchets sur la rue Vagonoremontnaya dans le district administratif du Nord.
Avec le soutien du gouvernement de Moscou et la participation du maire, le Forum urbain de Moscou se tient dans la capitale depuis 2011..
En août 2013, la campagne Million Trees a été lancée, avec plus de 40 000 arbres et 950 000 arbustes plantés d'ici novembre 2015. Il est prévu qu'un total de 3,5 millions d'arbres et d'arbustes seront plantés d'ici 2020... En 2016, dans le cadre de l'abattage massif d'arbres à Moscou, un certain nombre de militants et d'organisations ont fait appel à plusieurs reprises à Sergueï Sobianine pour lui demander de mettre fin à la destruction des parcs forestiers.,.

### Politique administrative
Le premier mécontentement à l'égard de Sobianine à la tête de Moscou était lié à la procédure électorale, perçue par ses détracteurs comme une « nomination d'en haut » : les élections se déroulaient à bulletin secret des députés de la Douma de Moscou, en faveur de candidats proposés par Russie unie et approuvés par le président Dmitri Medvedev. Par la suite, en raison de l'approche autoritaire de la gouvernance municipale, qui limitait le dialogue avec les Moscovites et imposait la mise en œuvre forcée de projets, nombre des initiatives de la mairie furent accueillies avec scepticisme par ces derniers, malgré l'introduction de technologies modernes et l'implication d'urbanistes réputés comme consultants.,,.
Après son accession au poste de maire, Sobianine a progressivement renouvelé l'équipe de direction. Cinq ans plus tard, sur huit adjoints au maire, un seul, Piotr Biryukov, responsable du logement et des services publics, était toujours en poste à l'époque du maire Iouri Loujkov. Parmi les décisions importantes prises par Sobianine en matière de personnel, on peut citer le recrutement de Sergueï Kapkov à la tête du Département de la Culture, de Maxime Liksoutov à la tête du Département des Transports et de Marat Khusnullin à la tête du développement urbain et de la construction à Moscou..
La mairie a progressivement mis en place une structure de gestion verticale. Tout d'abord, l'éventail des compétences des 146 municipalités de la ville a été réduit : elles ont désormais le droit d'approuver les plans de réparations majeures des bâtiments, d'aménagement des cours et des parcs, d'aménagement des petits commerces et de projets de construction locaux, mais les décisions sur les questions clés ont été prises au niveau préfectoral. Par la suite, le gouvernement a commencé à réduire les pouvoirs préfectoraux au profit de l'administration municipale.,.
En mars 2015, Sobianine a annoncé une réduction de 30 %, soit 3 000 personnes, des effectifs de la fonction publique moscovite. Parallèlement, il a, par décret, réduit ses salaires et les indemnités versées aux membres du gouvernement de la capitale..
Le député municipal Konstantin Yankauskas a critiqué la politique administrative de Sergueï Sobianine..
La municipalité de Moscou a recours à des organisations à but non lucratif autonomes spécialement créées pour financer divers projets municipaux. Cette pratique a été utilisée pour la première fois en 2020, lorsque, en raison de la pandémie de COVID-19, la construction de l'hôpital de maladies infectieuses de Voronovskoïe a été financée de cette manière afin d'accélérer les travaux et d'éviter les procédures légales de passation de marchés publics. Cette pratique s'est ensuite généralisée : en 2022, près de 73 % des fonds budgétaires de Moscou ont commencé à être distribués par l'intermédiaire d'organisations à but non lucratif. Cette pratique permet de conclure des contrats avec des entrepreneurs sans soumissionner sur le site web des marchés publics et sans publier d'informations sur les entrepreneurs..

### Sanctions
Le 28 février 2022, dans le contexte de l’Invasion de l’Ukraine par la Russie, Sobyanin a été ajouté à la liste des sanctions du Canada contre les membres du Conseil de sécurité de la Russie « qui portent la plus grande responsabilité dans l’invasion non provoquée et injustifiée de l’Ukraine par la Russie ».,.
Le 6 avril 2022, Sobianine a été ajouté à la liste des sanctions américaines « contre la Russie pour ses atrocités en Ukraine ».,.
Ajouté à la liste des sanctions de l'Union européenne le 21 juillet 2022, pour avoir soutenu l'invasion de l'Ukraine par la Russie, en outre, Sobianine « soutient et met en œuvre des actions ou des politiques qui compromettent ou menacent l'intégrité territoriale, la souveraineté et l'indépendance de l'Ukraine, ainsi que la stabilité et la sécurité en Ukraine ».
Pour des raisons similaires, il figure également sur les listes de sanctions de la Suisse, de l’Australie et de l’Ukraine. et la Nouvelle-Zélande.
Le 30 octobre 2022, les enfants de Sobianine ont été ajoutés aux listes de sanctions américaines en tant qu'associés à une personne précédemment sanctionnée : Olga Sobianine et Anna Ershova,.

## Vie familiale et personnelle
Sobianine aime la chasse, la pêche, la littérature et la musique classique, et joue au tennis.,.
Sobianine a deux sœurs aînées : Lyudmila a déménagé de Beryozovo à Kostroma au début des années 1970, où elle s'est mariée.; À la fin des années 1980, Natalia vivait à Kogalym et travaillait dans le département de la construction.
Il a été marié pendant 28 ans à Irina Iosifovna Sobyanina (née Rubinchik). Née le 19 novembre 1961 à Tioumen (son père, Iosif Davidovich Rubinchik (né en 1937), était un ingénieur électricien réputé de la ville), Irina Sobyanina a suivi des études supérieures d'ingénieur civil. Après avoir obtenu son diplôme, elle a été affectée à Kogalym, où elle a rencontré Sobyanin et l'a épousé le 23 février 1986. En 2004-2005, elle a enseigné le collage et la fleuristerie au Centre de développement de l'enfant de Tioumen, nommé d'après P. I. Podaruev.. Elle vit à Moscou, en 2011 elle a travaillé comme enseignante dans un jardin d'enfants.Le 21 février 2014, le couple a annoncé son divorce.. Le cousin d'Irina Sobianina est l'ancien ministre des Combustibles et de l'Énergie de la Russie, Alexandre Gavrine.
De son mariage avec Irina Iosifovna, Sergueï Sobianine a deux filles :
- Sobianina Anna Sergueïevna (née le 2 octobre 1986). Elle a étudié au lycée n° 1 et à l'École d'art pour enfants de Khanty-Mansiïsk. En 2003, elle est devenue étudiante à temps plein à la Faculté d'art monumental de l'Académie d'État des arts et de l'industrie de Saint-Pétersbourg, nommée d'après A. L. Stieglitz. En 2009, elle a soutenu son diplôme. Vit à Saint-Pétersbourg et est mariée à Alexandre Erchov..
- Olga Sergueïevna Sobianina (née le 3 juin 1997). Études dans une école moscovite..

## Adhésion à des organismes publics

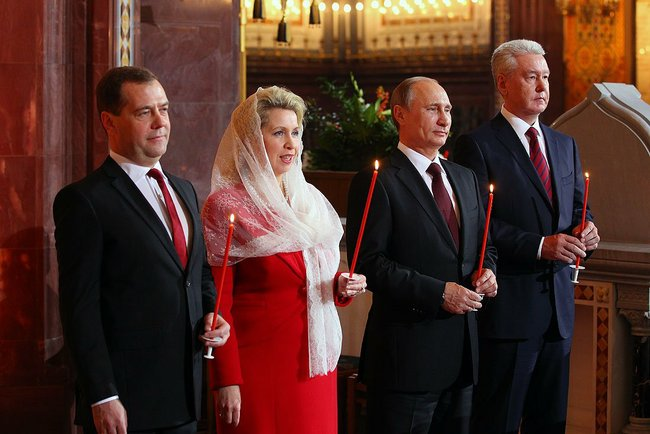
Lors de la messe de Pâques à la cathédrale du Christ-Sauveur de Moscou, en Russie, le 5 mai 2013. Vladimir Poutine et le maire de Moscou, Sergueï Sobianine.

- Lors de la messe de Pâques à la cathédrale du Christ-Sauveur de Moscou, en Russie, le 5 mai 2013. Vladimir Poutine et le maire de Moscou, Sergueï Sobianine.Il est membre du Comité des membres honoraires de la Société impériale orthodoxe de Palestine.[142].
- Coprésident du « Conseil d'administration de la cathédrale du Christ-Sauveur »[143].

## Récompenses
- Ordre « Pour le mérite de la patrie », 1re classe (21 juin 2023) - pour une contribution majeure au développement socio-économique de la ville de Moscou[144]
- Ordre d'honneur (3 novembre 2003) - pour une grande contribution au renforcement de l'État russe et de nombreuses années de travail consciencieux[145]
- Médaille de l'Ordre « Pour le Mérite de la Patrie », 2e classe (3 mars 1999) - pour de hautes réalisations dans le travail et les services rendus pour renforcer l'amitié et la coopération entre les peuples[146]
- Médaille Stolypine P.A. 1er degré (21 octobre 2010)[147]
- Médaille de la Garde nationale russe « Pour la coopération militaire » (27 mars 2023)[148]
- Ordre de la République de Touva (République de Touva, Russie, 8 juillet 2020)[149]
- Ordre de Salavat Yulaev (Bachkortostan, 2 juillet 2023)[150]
- Ordre de la Gloire du Travail, 1er degré (République populaire de Louhansk, 2025)[151]
- Sergueï Sobianine remet les prix d'État et les prix de la ville de Moscou en décembre 2016Officier de l'Ordre du Mérite Agricole (France, 2003)[152]
- Distinction « Arme à feu nominale » (Ukraine, 20 septembre 2010)[153]
- Distinction « Arme à feu nominale » (Ukraine, 18 décembre 2010)[154]
- Ordre de Saint-Serge de Radonezh, 2e degré (ROC, 2024)[155]
- Ordre du Saint-Bienheureux Prince Daniel de Moscou, 1er degré (ROC, 25 mai 2017) — pour l'aide à la construction d'une nouvelle cathédrale dans le monastère Sretensky[156]
- Ordre du Saint-Bienheureux Prince Daniel de Moscou, 2e degré (ROC, 19 juin 2014) — en reconnaissance du travail de développement des relations entre l'Église et l'État dans la ville de Moscou[157]
- Ordre du Saint-Bienheureux Prince Daniel de Moscou, 3e degré (ROC, 21 juin 2018) - en reconnaissance des œuvres et en lien avec la date significative[158]
- Ordre du Saint-Égalité des Apôtres Prince Vladimir, 1er degré (UOC MP, 2011)[159]
- Médaille honorifique du ministère de l'Éducation de Russie[160]
- Le titre «Personnalité de l'année - 2001» avec la mention «pour service consciencieux dans la sphère publique au profit de la prospérité de la région de Tioumen»[161].
- Le titre de « Citoyen d'honneur de la région de Tioumen » (22 novembre 2005) - pour de nombreuses années de travail consciencieux visant à développer la région de Tioumen et à assurer le bien-être économique, social et culturel de la population de la région de Tioumen[162]
- Lauréat du prix « Personnalité de l'année de la Russie-2003 » dans la catégorie « Homme politique de l'année »[163]
- Personnalité de l'année 2013 (27 novembre 2013)[164]
- Lauréat du prix national « Darin » de l'Académie russe des affaires et de l'entrepreneuriat (décembre 2002)[165].
- La plus haute distinction juridique « Avocat de l'année » dans la nomination « Pour la protection des droits sociaux et du travail des citoyens » (2023)[166]